# Ингеборг Эриксдоттер
Ингеборг Эриксдоттер (швед. Ingeborg Eriksdotter; ок. 1212 ― ок. 1254) ― шведская принцесса и герцогиня, дочь короля Эрика X, старшая сестра короля Эрика XI, жена Биргера и мать короля Вальдемара I.

## Биография
Ингеборг была старшей дочерью короля Швеции Эрика X и его супруги Рихезы Датской. Провела свою молодость в изгнании в Дании, после того, как её брат был смещен с трона своим опекуном и регентом в 1229 году. Приходилась четвероюродной племянницей русскому князю Александру Ярославичу Невскому по линии одной из дочерей Ярослава Мудрого.
Около 1234 года вышла замуж за ярла Биргера. Их женитьбу устроил её брат Эрик ХІ, который возобновил свою борьбу против узурпатора Кнута II и стремился к союзу с домом Фолькунгов.
Принцесса Ингеборг родила огромное количество детей своему мужу. В 1250 году её брат скончался, не оставив наследников, и её старший сын Вальдемар стал его наследником, а её муж был назначен регентом, пока тот не достигнет совершеннолетия. Ингеборг тем самым стала королевой-матерью.
После смерти брата Эрика унаследовала его владения, будучи единственной живой родственницей. Даже в возрасте сорока лет продолжила рожать детей, и её смерть, как полагают, произошла из-за послеродовых осложнений, возможно, после рождения близнецов.

### Дети
Следующие дети Ингеборг Эриксдоттер дожили до зрелого возраста:
- Рикица Биргерсдоттир (род. 1238), в 1251 году вышла замуж за Хакона Молодого, соправителя короля Норвегии Хокона Старого, а после его смерти ― за Генри, князя Верле.
- Вальдемар I Биргерссон (род. ок. 1238), король Швеции в 1250―1275 гг., правил в части Гёталанда до 1278 г.
- Кристина Биргерсдоттир, выходила замуж предположительно несколько раз, одним из её мужей был Сигге Гуттормссон.
- Магнус Ладулос (род. 1240), герцог Сёдерманланда, король Швеции 1275―1290 гг.
- предположительно: Катерина Биргерсдоттир (род. 1245), жена Зигфрида, графа Ангальта.
- Эрик Биргерссон (род. 1250).
- предположительно: Ингеборг Биргерсдоттир (род. ок. 1254, ум. 30 июня 1302), вышла замуж за Иоганна I, герцога Саксонии в 1270 г.
- Бенедикт, герцог Финляндии (род. 1254), епископ Линчёпинга.